# ヴィアダーナ
ヴィアダーナ（伊: Viadana）は、イタリア共和国ロンバルディア州マントヴァ県にある、人口約20,000人の基礎自治体（コムーネ）。

## 地理

### 位置・広がり

#### 隣接コムーネ
隣接するコムーネは以下の通り。括弧内のREはレッジョ・エミリア県、CRはクレモナ県、PRはパルマ県所属を示す。
- ボレット (RE)
- ボルゴ・ヴィルジーリオ
- ブレシェッロ (RE)
- カザルマッジョーレ (CR)
- コンメッサッジョ
- ドーゾロ
- ガッツオーロ
- マルカリーア
- モッテッジャーナ
- ポンポネスコ
- サッビオネータ
- ソルボロ・メッツァーニ (PR) (メッツァーニ)
- スッザーラ

### 気候分類・地震分類
気候分類では、zona E, 2435 GGに分類される。
また、イタリアの地震リスク階級 (it) では、zona 3 (sismicità bassa) に分類される。

## 行政

### 分離集落
ヴィアダーナには、以下の分離集落（フラツィオーネ）がある。
- Banzuolo, Bellaguarda, Bocca Bassa, Buzzoletto, Casaletto, Cavallara, Cicognara, Cizzolo, Cogozzo, Sabbioni, Salina, San Matteo delle Chiaviche, Squarzanella

## 著名な出身者
- ロドヴィコ・ヴィアダーナ - 16～17世紀の作曲家。本名はロドヴィコ・グロッシだが、出身地であるヴィアダーナが姓とされることが多い。